# Ignaz Schweickardt
(Jacob) Ignaz Schweickardt (* 9. November 1811 in Hochheim am Main; † 4. Januar 1858 in Wiesbaden) war ein Küfer und Gründer einer Sektkellerei.
Sein Vater war der Gastwirt Johann Baptist Schweickardt, der 1809 in Hochheim am Main das Gasthaus Burg Ehrenfels übernommen hatte.
Ignaz Schweickardt lernte in Hochheim das Küferhandwerk. 1828 holte sein Patenonkel Eduard Werle ihn an das Champagnerhaus Clicquot in Reims, wo er die Flaschengärung kennenlernte.
1830 kehrte er wegen der Julirevolution aus Frankreich zurück und begann zwei Jahre später mit der Produktion von Mussie (Mousseux), schäumendem Wein. 1834 erhöhte er den Preis von einem auf  2 Gulden und 24 Kreuzer.
1836 lernte er Carl Burgeffs Bruder Johann kennen, dessen Mutter einen Kredit gewährte. Mit Carl als kaufmännischem Leiter gründete er die Champagnerfabrik Burgeff & Schweickardt. Ignaz musste aber immer wieder seiner Mutter in der Gaststätte helfen.
Nach Zerwürfnissen investierte er 1855 bei Henkell und scheiterte damit zwei Jahre später. Da er die Gründung einer eigenen Sektkellerei anstrebte, stieg er 1857 gegen eine Abfindung von 252.000 Gulden aus dem Unternehmen aus.

## Belege
1. ↑  http://www.hochheimer-hof.de/seiten/ueber_uns/geschichte.htm
2. ↑  http://www.geschichte-des-weines.de/index.php?option=com_content&view=article&id=485:schweickardt-jakob-ignatz-1807-1858&catid=45:persoenlichkeiten-a-z&Itemid=83

| Personendaten    | Personendaten                                  |
| ---------------- | ---------------------------------------------- |
| NAME             | Schweickardt, Ignaz                            |
| ALTERNATIVNAMEN  | Schweickardt, Jacob Ignaz                      |
| KURZBESCHREIBUNG | deutscher Küfer und Gründer einer Sektkellerei |
| GEBURTSDATUM     | 9. November 1811                               |
| GEBURTSORT       | Hochheim am Main                               |
| STERBEDATUM      | 4. Januar 1858                                 |
| STERBEORT        | Wiesbaden                                      |